# Melanaphis meghalayensis
Melanaphis meghalayensis är en insektsart. Melanaphis meghalayensis ingår i släktet Melanaphis och familjen långrörsbladlöss.

## Underarter
Arten delas in i följande underarter:
- M. m. bengalensis
- M. m. meghalayensis